# 董碧幽
董碧幽（？—），女，中华人民共和国外交官，现任中华人民共和国驻岘港总领事。

## 生平
董碧幽曾任驻匈牙利大使馆政务参赞、驻瑞典大使馆政务参赞、外交部国际经济司参赞和国务院台湾事务办公室交流局副局长。2021年3月，出任中华人民共和国驻岘港总领事。